# Elena z Avaloru
Elena z Avaloru (v anglickém originále Elena of Avalor) je americký animovaný televizní seriál stanice Disney Channel. Jeho první epizoda byla odvysílána 22. července 2016. Příběh začíná před 41 lety, kdy Elena musela čelit zlé čarodějnici, která uvrhla celý Avalor do temnoty. Nakonec se Eleně podařilo zlou čarodějnici přemoci a ona skončila na 41 let v amuletu. Jeho kletba ale byla zlomena a ona se navrátila zpět do světa, aby vládla a připravovala se na korunovaci. Nová princezna Elena nyní prožívá se svými přáteli různá dobrodružství.

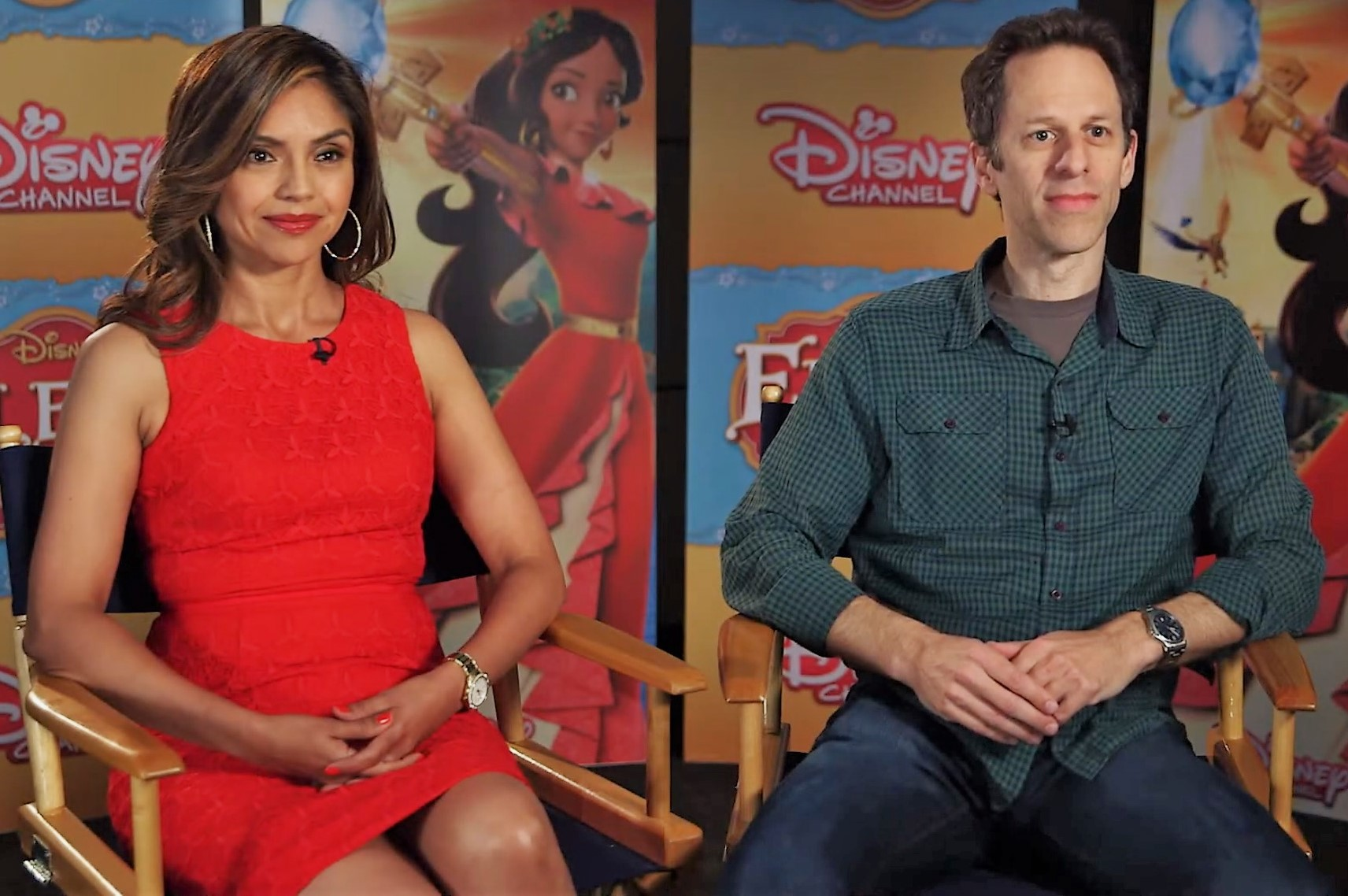
Producent Craig Gerber a scenáristka Silvia Cardenas Olivas při rozhovoru v roce 2016

Dne 20. listopadu 2016 byl odvysílán televizní film Elena a tajemství Avaloru, který je crossoverem disneyovských seriálů Elena z Avaloru a Sofie První.

## Obsazení

### Hlavní role
- Aimee Carrero jako Princezna Elena Castillo  Flores z Avaloru(český dabing: Vendula Příhodová)
- Jenna Ortega jako Princezna Isabela Castillo Flores z Avaloru (český dabing: Silvie Matičková)
- Keith Ferguson jako Zuzo (český dabing: Pavel Tesař)
- Jillian Rose Reed jako Naomi Turner (český dabing: Malvína Pachlová)
- Carlos Alazraqui jako Skylar (český dabing: 1. série Robert Hájek, 2. série Jiří Valšuba)
- Chris Parnell jako Migs (český dabing: 1. série Jiří Valšuba, 2. série Robert Hájek)
- Yvette Nicole Brown jako Luna (český dabing: Petra Hanžlíková - Tišnovská)
- Jorge Diaz jako Gabriel Núñez (český dabing: Jan Maxián)
- Joseph Haro jako Mateo de Alma (český dabing: Vojtěch Hájek)
- Christian Lanz jako kancléř Esteban Castillo Flores (český dabing: Filip Švarc)
- Joe Nunez jako Armando (český dabing: Ondřej Izdný)
- Emiliano Díez jako Francisco Castillo Flores (český dabing: Tomáš Juřička)
- Julia Vera jako Luisa Castillo Flores (český dabing: Regina Rázlová)

## Vysílání
| Řada | Díly | Premiéra v USA    | Premiéra v USA | Premiéra v ČR (ČT :D) | Premiéra v ČR (ČT :D) | Premiéra v ČR (Disney Channel) | Premiéra v ČR (Disney Channel) |
| Řada | Díly | První díl         | Poslední díl   | První díl             | Poslední díl          | První díl                      | Poslední díl                   |
| ---- | ---- | ----------------- | -------------- | --------------------- | --------------------- | ------------------------------ | ------------------------------ |
| 1    | 25   | 22. července 2016 | 1. října 2017  | 8. dubna 2019         | 3. května 2019        | 29. října 2016                 | 23. listopadu 2017             |
| 2    | 24   | 14. října 2017    | 1. června 2019 | 4. května 2019        | 28. května 2019       | 19. května 2018                | nebylo vysíláno                |
| 3    | 28   | 7. října 2019     | 23. srpna 2020 | 15. dubna 2022        | 15. května 2022       | nebylo vysíláno                | nebylo vysíláno                |